# Берг, Эмилий Юльевич
Эмилий Юльевич Берг (1862—1925) — русский климатолог.

## Биография
Родился в Дерпте 24 марта (5 апреля) 1862 года. В 1881—1885 годах учился на историко-филологическом факультете Дерптского университета, который окончил кандидатом политэкономии и статистики.
С 1 января 1886 года — физик Главной геофизической обсерватории, затем — заведующий Отделением метеорологических станций 3-го рязряда; 18 января 1919 года был избран на должность старшего физика (климатолога). Организовал сеть дождемерных наблюдений в России. Построил первые карты осадков России для «Климатологического атласа Российской империи» (1900), сконструировал самопишущий ливнемер. Был награждён орденами: Св. Владимира 4-й ст. и Св. Анны 2-й ст.
Умер 6 марта 1925 года в Ленинграде.
Труды
- Грозы в России за 1886 год. — СПб.: Тип. Императорской Академии наук, 1890. — 63 с.
- Повторяемость и географическое распределение ливней в Европейской России. — СПб.: Тип. Императорской Академии наук, 1892. — 90 с.
- Наблюдения над плотностью снегового покрова за 5 зим 1903/4—1907/8 гг. — СПб.: тип. т-ва «Обществ. польза», 1911
- Наибольшие суточные максимумы осадков в европейской России по 25-летним наблюдениям 1886—1910 гг. — Петроград: Тип. Императорской Академии наук, 1914.

Семья
Был женат дважды:
1-я жена (с 28.12.1878) — Anna Mottershead (ум. 1890);
2-й жена (с 29.06.1897) — Valerie Britzke; у них дочь.